# Arrêts de jeu
Les arrêts de jeu représentent en sport un ajout de temps supplémentaire à la fin d'une partie de façon à récupérer le temps perdu lors de blessures, remplacements ou d'autres interruptions de jeu, selon le sport.

## Football (soccer)
Les règles régissant la durée des mi-temps sont définies dans la loi 7 du football : la durée du match.
Chaque période doit être prolongée pour récupérer tout le temps perdu occasionné par :
- les remplacements,
- l’examen des blessures des joueurs,
- le transport des joueurs blessés hors du terrain de jeu,
- les manœuvres visant à perdre du temps délibérément,
- toute autre cause,

Note : la durée de la récupération des arrêts de jeu est à la discrétion de l’arbitre.

## Rugby
Les arrêts de jeu ont été abandonnés[réf. nécessaire], et chaque arrêt de jeu pause de chronomètre. La fin d'une mi-temps se décide dès qu'une action est terminée, sauf en cas de pénalité pour l'équipe en possession de la balle.

## Hockey
[réf. nécessaire]